# 比利希海姆
比利希海姆是德国巴登-符腾堡州的一个市镇。总面积48.97平方公里，总人口5722人，其中男性2897人，女性2825人（2011年12月31日），人口密度117人/平方公里。